# فيلي لويس
فيلي لويس (بالإنجليزية: Willie Lewis)‏ (21 مايو 1884 بنيويورك في الولايات المتحدة - 18 مايو 1949 بنيويورك في الولايات المتحدة) هو ملاكم أمريكي، صنّف ضمن فئة وزن الويلتر.

## إحصائيات
خاض خلال مسيرته 134 نزالا، فاز في 92 وتعادل في 14 وخسر في 28. فاز بالضربة القاضية في 40 نزالا.

## روابط خارجية
- فيلي لويس على موقع بوكس ريك (الإنجليزية) (registration required)